# ميخا كلارك
ميخا كلارك رواية مغامرة تاريخية للمؤلف البريطاني آرثر كونان دويل، نُشرت في عام 1889، وأعِدت خلال تمرد مونموث عام 1685 في إنجلترا. الكتاب عبارة عن رواية تشكيل لبطل الرواية، يبدأ الصبي ميخا كلارك البحث عن المغامرة بطريقة رومانسية وساذجة، ويقع تحت تأثير الجندي المرتزقة الكبير في السن، ذي الخبرة الواسعة الذي سئم العالم، ويصبح ناضجًا بعد تجارب عديدة، بعضها مروع للغاية. في الختام يتوجب عليه أن يذهب إلى المنفى باعتباره خارجًا عن القانون ومطاردًا، ويصبح جندي مرتزقًا ويُطلق في مهنة عسكرية مدى الحياة. يسجل الكتاب أيضًا بهذا الأسلوب الكثير من تاريخ ثورة مونموث، من وجهة نظر شخص عاش في إنجلترا في القرن السابع عشر.
ينصب الكثير من التركيز على البعد الديني للصراع. كان الدافع وراء التمرد هو رغبة الكثيرين في الاستعاضة عن الملك الكاثوليكي جيمس بمنافس بروتستانتي. ميخا هو ابن لأب بروتستانتي ملتزم، والذي أرسل ميخا للقتال في نفس القضية التي حارب من أجلها خلال الحرب الأهلية الإنجليزية. يقاتل ميخا في معركة سيدغمور، وفي سرد جانبي يعترف دويل بشكل غير مباشر بأنها آخر معركة ضارية واضحة المعالم على أرض مفتوحة بين قوتين عسكريتين تتقاتلان على أرض إنجليزية. يشهد ميخا أيضًا سفك الدماء وعمليات الإعدام العشوائية في أعقاب ذلك، ويُحاكم مع العديد من الآخرين في «محكمة الجنايات الدامية» للقاضي المشهور بسوء سمعته جيفريز، ويُحكم عليهم بأن يباعوا للعبودية في باربادوس، وفي اللحظة الأخيرة يجري إنقاذهم من قبضة سفينة العبيد.
لوزراء البروتستانت دور كبير في تجنيد جيش المتمردين وتحفيز جنوده. يشعر ميخا كلارك بخيبة أمل متزايدة من التطرف الديني، ويعبر في نهاية المطاف عن رأي مفاده أن التسامح هو أمر جيد للغاية. نشأ كونان دويل ككاثوليكي، ومن المرجح أن ميخا يعبر عن أفكار دويل الخاصة حول هذا الموضوع.

## الشخصيات الأساسية
- ميخا كلارك
- روبن لوكاربي
- داسميس سكسوني
- سير غيرفاس جيروم

## شخصيات تاريخية تظهر في الرواية
- أرشيبالد كامبل
- جون تشرشل
- جيمس الثاني
- جيمس سكوت
- القاضي جيفريز
- اللورد غراي من ويركي
- روبرت فيرغسون

## وصلات خارجية
- كتاب مجاني: Micah Clarke على مشروع غوتنبرغ